# Marcel Locquin
Pour les articles homonymes, voir Locquin.
Marcel Locquin (dit aussi Marcel V. Locquin) est un chercheur français, mycologue et biochimiste, né le 6 mai 1922 à Lyon et mort le 18 mars 2009.
Il est consultant de la division des sciences de l'ingénieur et de la technologie de l'UNESCO (section qui n'existe plus depuis 2000), organisation avec laquelle il a fondé l'académie francophone d'ingénieurs dont il est secrétaire perpétuel.
Biochimiste de formation et docteur en sciences il a été attaché  au CNRS de 1946 à 1951 à la fin de ses études. Il est spécialisé dans la mycologie. Il a été classé "Homme de l'année" par l'American Biographical Institute (en) (1995 et 1998). Il est aussi l'auteur d'études sur le langage des origines à partir desquelles il a construit sa théorie dite du langage archétypal, laquelle n'a pas reçu d'écho dans le monde scientifique.
Il a défriché aussi le domaine radiesthésique, notamment en travaillant sur les ''ondes de forme''.

## Travaux de mycologie
Il a écrit les ouvrages de référence sur le sujet (Que sais-je ?, etc.).

## Linguistique
Il s'est passionné en autodidacte pour l'origine des langues et a élaboré une théorie originale et personnelle sur le « proto-langage », qu'il a appelé langage archétypal, mais qui n'a pas rencontré d'écho dans la communauté des linguistes ou des historiens et il n'est d'ailleurs pas dans le Dictionnaire biographique des scientifiques de Georges Salentiny. Dans cette théorie, il identifie ce qu'il appelle des phonèmes archétypaux, lesquels phonèmes indiquent le sens ésotérique du mot qu'ils composent.
Dans les années 1990, il coordonne le Conseil culturel du Musée des langues du monde sous la direction de Jean Dausset.

## Ouvrages
- 1960 - Champignons comestibles et vénéneux avec Bengt Cortin, éd. Fernand Nathan
- 1963 - Les Champignons, coll. « Que sais-je ? ».
- 1978 - Manuel de microscopie avec Maurice Langeron, éd. Dunod,  (ISBN 2225492700)
- 1979 - Mycologie du goût : 200 menus et recettes à base de champignons, éd. J.-F. Guyot  (ISBN 286224001X)
- 1984 - Point sur l'informatique en 1984, éd. Lavoisier,  (ISBN 2852062658)
- 1986 - Le Nez des champignons avec Jean Lenoir, éd. Jean Lenoir,  (ISBN 2906518107)
- 1987 - Aux origines de la vie, éd. Fayard : Fondation Diderot,  (ISBN 2213019460)
- 1995 - L'invention de l'humanité - Petite histoire universelle de la planète, des techniques et des idées, éd. Nuées bleus,  (ISBN 2716503575)
- 1997 - Mycologie générale et structurale, éd. Dunod,  (ISBN 2225757356)
- 2000 - L'Homme et son langage, Arppam-Édition Muséum de Lyon (ISBN 2-902913-33-6) édité erroné (BNF 37676114)
- 2002 - Quelle langue parlaient nos ancêtres préhistoriques ? en collaboration avec Vahé Zartarian, éd. Albin Michel  (ISBN 2226133127).

## Sources à exploiter
- Fiche sur Radio France, dont Interview et biographie, dimanche 2 juin 2002
- Détails de la carrière

Un reportage sur Marcel Locquin a été diffusé sur TF1, au cours de l'émission Demandez la lune du vendredi 24 février 1989 (seconde partie de soirée).